# Futbol'nyj Klub Enisej 2015-2016
Questa voce raccoglie le informazioni riguardanti il Futbol'nyj Klub Enisej nelle competizioni ufficiali della stagione 2015-2016.

## Stagione
La stagione si concluse con il sedicesimo posto finale in PFN Ligi che costò al club la retrocessione in terza serie; pochi mesi dopo la squadra fu ripescata in seconda serie.

## Rosa[1]
| N. |                      | Ruolo | Calciatore           |
| -- | -------------------- | ----- | -------------------- |
| 1  | Russia (bandiera)    | P     | Mikhail Borodjko     |
| 2  | Russia (bandiera)    | D     | Sergey Kositsin      |
| 3  | Russia (bandiera)    | D     | Denis Magadiev       |
| 4  | Russia (bandiera)    | D     | Evgenij Cačan        |
| 7  | Russia (bandiera)    | C     | Azer Aliev           |
| 8  | Russia (bandiera)    | C     | Vladimir Lešonok     |
| 9  | Russia (bandiera)    | A     | Eldar Nizamutdinov   |
| 10 | Argentina (bandiera) | A     | Juan Eduardo Lescano |
| 11 | Russia (bandiera)    | A     | Vitali Galysh        |
| 13 | Russia (bandiera)    | C     | Samir Yusifov        |
| 14 | Russia (bandiera)    | C     | Azim Fatullaev       |
| 17 | Russia (bandiera)    | C     | Ernest Lukiv         |
| 18 | Russia (bandiera)    | D     | Kirill Marushchak    |
| 19 | Russia (bandiera)    | C     | Musa Ibragimov       |

| N. |                   | Ruolo | Calciatore            |
| -- | ----------------- | ----- | --------------------- |
| 20 | Russia (bandiera) | A     | Maksim Rudnev         |
| 21 | Russia (bandiera) | C     | Egor Ivanov           |
| 22 | Russia (bandiera) | D     | Ildar Šabaev          |
| 23 | Russia (bandiera) | D     | Maksim Vasiljev       |
| 24 | Russia (bandiera) | D     | Igor Klimov           |
| 25 | Russia (bandiera) | P     | Mikhail Oparin        |
| 27 | Russia (bandiera) | A     | Aleksandr Radchenko   |
| 35 | Russia (bandiera) | P     | Vasili Azarov         |
| 41 | Russia (bandiera) | D     | Sergey Tsukanov       |
| 44 | Russia (bandiera) | C     | Aleksandr Manukovskiy |
| 46 | Russia (bandiera) | D     | Albert Tskhovrebov    |
| 55 | Russia (bandiera) | C     | Aleksej Isaev         |
| 77 | Russia (bandiera) | C     | Aleksey Khrushchev    |
| 90 | Russia (bandiera) | C     | Aleksandr Lomakin     |

## Risultati

### Campionato
| Krasnojarsk 11 luglio 2015 1ª giornata | Enisej | 0 – 1 referto | Volga Nižnij Novgorod | Stadio Centrale |

| Novosibirsk 15 luglio 2015 2ª giornata | Sibir' | 1 – 0 referto | Enisej | Spartak Stadium |

| Krasnojarsk 20 luglio 2015 3ª giornata | Enisej | 1 – 1 referto | Baltika | Stadio Centrale |

| Nižnekamsk 27 luglio 2015 4ª giornata | KAMAZ | 0 – 1 referto | Enisej | Stadio Neftechimik |

| Krasnojarsk 3 agosto 2015 5ª giornata | Enisej | 0 – 4 referto | Spartak-2 Mosca | Stadio Centrale |

| Voronež 10 agosto 2015 6ª giornata | Fakel Voronež | 0 – 1 referto | Enisej | Stadio Centrale |

| Irkutsk 17 agosto 2015 7ª giornata | Bajkal Irkutsk | 1 – 0 referto | Enisej | Stadio Trud |

| San Pietroburgo 23 agosto 2015 8ª giornata | Zenit-2 | 1 – 2 referto | Enisej | Stadio SK Petrovskij |

| Krasnojarsk 31 agosto 2015 9ª giornata | Enisej | 0 – 2 referto | Arsenal Tula | Stadio Centrale |

| San Pietroburgo 6 settembre 2015 10ª giornata | Tosno | 2 – 2 referto | Enisej | Stadio SK Petrovskij |

| Krasnojarsk 14 settembre 2015 11ª giornata | Enisej | 1 – 2 referto | Tom' Tomsk | Stadio Centrale |

| Orenburg 20 settembre 2015 12ª giornata | Gazovik Orenburg | 1 – 1 referto | Enisej | Stadio Gazovik |

| Krasnojarsk 28 settembre 2015 13ª giornata | Enisej | 0 – 0 referto | Šinnik | Stadio Centrale |

| Astrachan' 4 ottobre 2015 14ª giornata | Volgar' Astrachan' | 1 – 1 referto | Enisej | Stadio Centrale |

| Krasnojarsk 11 ottobre 2015 15ª giornata | Enisej | 3 – 1 referto | Torpedo Armavir | Stadio Centrale |

| Krasnojarsk 15 ottobre 2015 16ª giornata | Enisej | 1 – 0 referto | Tjumen' | Stadio Centrale |

| Vladivostok 19 ottobre 2015 17ª giornata | Luč-Ėnergija | 2 – 2 referto | Enisej | Stadio Dinamo |

| Krasnojarsk 25 ottobre 2015 18ª giornata | Enisej | 2 – 0 referto | SKA-Ėnergija | Stadio Centrale |

| Saratov 1º novembre 2015 19ª giornata | Sokol Saratov | 1 – 0 referto | Enisej | Stadio Lokomotiv |

| Krasnojarsk 8 novembre 2015 20ª giornata | Enisej | 1 – 0 referto | Sibir' | Stadio Centrale |

| Kaliningrad 15 novembre 2015 21ª giornata | Baltika | 0 – 0 referto | Enisej | Stadio Baltika |

| Krasnojarsk 21 novembre 2015 22ª giornata | Enisej | 2 – 0 referto | KAMAZ | Stadio Centrale |

| Mosca 25 novembre 2015 23ª giornata | Spartak-2 Mosca | 2 – 0 referto | Enisej | Manež CUSK Spartak |

| Krasnojarsk 29 novembre 2015 24ª giornata | Enisej | 2 – 0 referto | Fakel Voronež | Stadio Centrale |

| Krasnojarsk 12 marzo 2016 25ª giornata | Enisej | 4 – 0 referto | Bajkal Irkutsk | Stadio Centrale |

| Krasnojarsk 16 marzo 2016 26ª giornata | Enisej | 0 – 3 referto | Zenit-2 | Stadio Centrale |

| Tula 20 marzo 2016 27ª giornata | Arsenal Tula | 2 – 0 referto | Enisej | Stadio Arsenal |

| Krasnojarsk 27 marzo 2016 28ª giornata | Enisej | 1 – 3 referto | Tosno | Stadio Centrale |

| Tomsk 3 aprile 2016 29ª giornata | Tom' Tomsk | 2 – 1 referto | Enisej | Trud Stadium |

| Krasnojarsk 7 aprile 2016 30ª giornata | Enisej | 0 – 1 referto | Gazovik Orenburg | Stadio Centrale |

| Jaroslavl' 11 aprile 2016 31ª giornata | Šinnik | 1 – 1 referto | Enisej | Stadio Šinnik |

| Krasnojarsk 18 aprile 2016 32ª giornata | Enisej | 0 – 2 referto | Volgar' Astrachan' | Stadio Centrale |

| Armavir 25 aprile 2016 33ª giornata | Torpedo Armavir | 2 – 3 referto | Enisej | Stadio Junost' |

| Tjumen' 2 maggio 2016 34ª giornata | Tjumen' | 3 – 1 referto | Enisej | Stadio Geolog |

| Krasnojarsk 6 maggio 2016 35ª giornata | Enisej | 0 – 2 referto | Luč-Ėnergija | Stadio Centrale |

| Chabarovsk 10 maggio 2016 36ª giornata | SKA-Ėnergija | 0 – 2 referto | Enisej |  |

| Krasnojarsk 15 maggio 2016 37ª giornata | Enisej | 0 – 1 referto | Sokol Saratov | Stadio Centrale |

| Nižnij Novgorod 21 maggio 2016 38ª giornata | Volga Nižnij Novgorod | 4 – 0 referto | Enisej | Stadio Lokomotiv |

### Coppa di Russia
| Barnaul 26 agosto 2015 Quarto turno | Dinamo Barnaul | 1 – 3 referto | Enisej | Stadio Dinamo |

| Krasnojarsk 24 settembre 2015 Sedicesimi di finale | Enisej | 1 – 2 referto | Ural | Stadio Centrale |